# Аршуки (Сумская область)
Аршуки (укр. Аршуки) — село,
Московский сельский совет,
Липоводолинский район,
Сумская область,
Украина.
Код КОАТУУ — 5923283202. Население по переписи 2001 года составляло 40 человек.
Село Аршуки образовано после 1945 года из поселений: Аршуков и Деркачев

## Географическое положение
Село Аршуки находится на расстоянии до 1,5 км от сёл Чирвино, Хоменково и Весёлая Долина.
По селу протекает пересыхающий ручей с запрудой.